# Дијаграм
Дијаграм је поједностављена и структурирана визуелна репрезентација концепата, идеја, конструкција, односа, статистичких података, анатомије итд. коришћена на свим пољима људске делатности да би сликом појаснила неку тему.